# ブルーゾーン
ブルーゾーン（英: Blue Zone(s)）とは、健康で長寿な人々が数多く居住する地域の総称。

## 歴史
ブルー ゾーンの概念は、2004 年に雑誌"Experimental Gerontology"(実験的老年学)に発表された、サルデーニャ島のニューロ地区を最も高齢の男性が集中している地区とするベルギーの人口学者ミシェル・プーランとイタリアの医師ジャンニ・ペス（Gianni Pes）のジャンニ・ペスとミシェル・プーランによる人口統計学の研究から生まれた。2 人の男性が、長寿者が多いイタリア・サルデーニャ島のバルバギア地方に「青色マーカー」で印をつけたことに由来する。
この人口統計学的研究に基づいて、2004年アメリカの研究者で作家のダン・ベットナーが、ナショナルジオグラフィックと組んで調査を行い、以降、沖縄(日本) 、ニコヤ(コスタリカ)、イカリア(ギリシャ）、ロマリンダ（カリフォルニア州、米国）の 4 つの追加の場所を特定した。。

## 一覧
- イタリア・サルデーニャ島
- 日本・沖縄
- アメリカ合衆国・カリフォルニア州・ロマリンダ（英語版）
- コスタリカ・ニコヤ半島
- ギリシャ・イカリア島

1998 年に、スイスの研究グループ「ブルーゾーン」が System Biologie AG と共同で行った研究では、住人が高い生活の質を維持し、高齢になっても元気で暮らしている群馬県藤岡市の譲原地区の人口の食生活について調査が行われた。これは、細胞の若返り特性を持つ植物種を見つけるための世界的な研究の一部であった。 カリフォルニア大学の別の研究グループは、ローマ大学ラ・サピエンツァ校と協力して、サルデーニャ島以外のイタリアの一時的なブルー ゾーンを調査している。

## 批判
沖縄で主張されている長寿に関する研究では、第二次世界大戦以前の記録が戦火の為残っていないため、沖縄の人々が主張しているほどの年齢であるかどうかの検証はできない。
最近のデータによると、沖縄の平均余命は、日本の他の地域と比較して、もはや例外的ではないことが示されている。実際、日本人男性の寿命は現在、日本の 47 の都道府県の中で 26 位である。Science-Based Medicineに寄稿しているハリエット・ホールは、ブルーゾーンに関する管理された研究が不足しており、ブルー ゾーンの食事は確かな科学ではなく憶測に基づいていると書いている。

## 文献
- 『The Blue Zones Solution: Eating and Living Like the World's Healthiest People』 Dan Buettner 2015
- 『The Blue Zones, Second Edition: 9 Lessons for Living Longer From the People Who've Lived the Longest』 Dan Buettner 2012
- 『Thrive. Finding Happiness the Blue Zones Way』 Dan Buettner 2010
- 『The Blue Zones: Lessons for Living Longer From the People Who've Lived the Longest』 Dan Buettner 2008